# Molophilus (Molophilus) rainieriensis
Molophilus (Molophilus) rainieriensis is een tweevleugelige uit de familie steltmuggen (Limoniidae). De soort komt voor in het Nearctisch gebied.